# La Boue, le Massacre et la Mort
Pour les articles homonymes, voir Desperado.
Pour plus de détails, voir Fiche technique et Distribution.
La Boue, le Massacre et la Mort (El Desperado) est un western spaghetti italien réalisé par Franco Rossetti et sorti en 1967.

## Synopsis
Ayant échappé à la potence, le jeune aventurier Steve Belasco, plus connu sous le nom de El Desperado, rencontre Bill, un officier sudiste mourant qui lui demande d'apporter des nouvelles à son père Sam, un vieil aveugle qui vit dans la ville d'Overton.
Se substituant au soldat, il arrive dans la ville où il se joint à une bande de desperados dirigée par Asher et sa femme Lucy, l'ex-flamme de Steve, pour dévaliser un convoi d'or sudiste en transit dans le village.
Le vol réussit mais El Desperado tente de tromper ses complices mais ces derniers le rattrapent et le passent à tabac. 
Tombé amoureux de Katie, l'aide-soignante de Sam, qui a entre-temps été tué, El Desperado fait le ménage chez les bandits, avec l'aide de son vieil ami Jonathan. Puis il retourne errer seul, comme il l'a toujours fait.

## Fiche technique
- Titre français : La Boue, le Massacre et la Mort ou Le Massacre et le Sang[1]
- Titre québécois : El Desperado
- Titre original italien : El Desperado[2]
- Réalisation : Franco Rossetti
- Scénario : Franco Rossetti, Vincenzo Cerami, Ugo Guerra (it)
- Photographie : Angelo Filippini
- Montage : Antonietta Zita (it)
- Effets spéciaux : Gino Vagniluca
- Musique : Gianni Ferrio (la chanson El Desperado est interprétée par John Balfour)
- Décors : Giorgio Giovannini (it)
- Costumes : Gaia Romanini (it)
- Maquillage : Raffaele Cristini
- Production : Ugo Guerra (it), Elio Scardamaglia
- Sociétés de production : Daiano Film, Leone Film
- Pays de production :  Italie
- Langue originale : italien
- Format : Couleur - 2,35:1 - Son mono - 35 mm
- Genre : Western spaghetti
- Durée : 103 minutes (1 h 43)
- Dates de sortie : 
  - Italie : 30 septembre 1967
  - France : 23 avril 1969[1]
- Classification :
  - Italie : Interdit aux moins de 14 ans[2]

## Distribution
- Andrea Giordana : Steve Belasco, dit « El Desperado »
- Rosemarie Dexter : Katie
- Franco Giornelli : Asher
- Aldo Berti : Jonathan
- Dana Ghia : Lucy
- Piero Lulli : Sam
- Andrea Scotti : Togo
- Giovanni Petrucci : Xavier
- Dino Strano : James
- John Bartha : Un soldat
- Pino Polidori : Un soldat
- Antonio Cantafora : Bill
- Giuseppe Castellano : Le sergent manchot
- Giorgio Gruden : Le barman
- Sandro Serafini
- Gianluigi Crescenzi
- Claudio Trionfi

## Accueil critique
Quentin Tarantino l'a classé 13e dans sa liste des 20 meilleurs westerns spaghetti.